# Paul Klengel

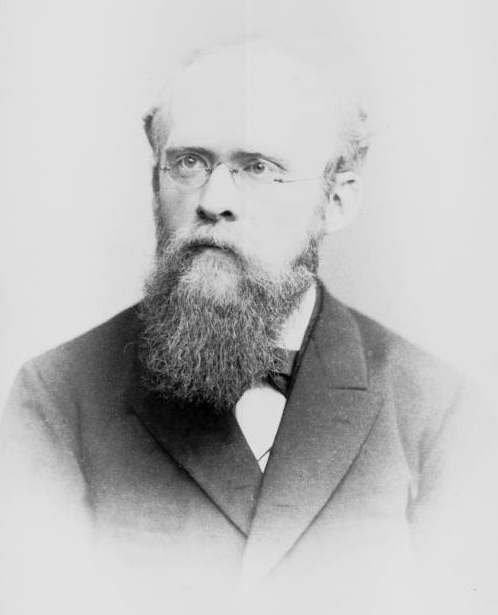
Paul Klengel.

Paul Klengel, född den 13 maj 1854 i Leipzig, död där den 24 april 1935, var en tysk musiker, bror till Julius Klengel, av samma släkt som August Alexander Klengel.
Klengel var filosofie doktor och dirigent för studentsångföreningen Arion i Leipzig, med professors titel (1908), och komponerade anslående visor.